# شارلوت رامبلينغ
شارلوت رامبلينغ (بالإنجليزية: Charlotte Rampling)‏ (مواليد 5 فبراير 1946 في إسكس، إنجلترا، المملكة المتحدة) هي ممثلة بريطانية بدأت مسيرتها الفنية عام 1965.

## الأعمال

### أفلام
| السنة | الفيلم                 | الدور                          |
| ----- | ---------------------- | ------------------------------ |
| 1974  | البواب الليلي (فيلم)   | لوسيا أثيرتون                  |
| 1982  | الحكم                  | لورا فيشر                      |
| 1987  | أينجل هارت             | مارغريت كروسمارك               |
| 1997  | أجنحة الحمامة          | مود لودر                       |
| 2000  | تحت الرمال             | ماري دريلون                    |
| 2001  | لعبة تجسس              | آن كاثكارت                     |
| 2003  | حوض سباحة              | سارة مورتون                    |
| 2005  | في إتجاه الجنوب        | إلين                           |
| 2007  | ملاك                   | هيرمايوني كيلبرايت             |
| 2008  | الدوقة                 | جورجينا سبنسر، الكونتيسة سبنسر |
| 2009  | الحياة في زمن الحرب    | جاكلين                         |
| 2010  | لا تدعني أذهب أبدا     | السيدة ايميلي                  |
| 2010  | الطاحونة والصليب       | ماري                           |
| 2011  | سوداوية                | غابي                           |
| 2013  | قطار المساء إلى لشبونة | أدريانا دو برادو               |
| 2013  | شابة وجميلة            | أليس فيريير                    |
| 2015  | 45 عاما                | كيت ميرسر                      |
| 2016  | أساسنز كريد            | إلين كاي                       |
| 2018  | العصفور الأحمر         | السيدة                         |
| 2018  | الغريب الصغير          | السيدة أريس                    |
| 2021  | بينيديتا               | رئيسة الدير                    |
| 2021  | كثيب                   | جايس هيلين موهيم               |
| 2024  | كثيب: الجزء الثاني     | جايس هيلين موهيم               |

## روابط خارجية
- شارلوت رامبلينغ على موقع IMDb (الإنجليزية)
- شارلوت رامبلينغ على موقع ميتاكريتيك (الإنجليزية)
- شارلوت رامبلينغ على موقع روتن توميتوز (الإنجليزية)
- شارلوت رامبلينغ على موقع مونزينجر (الألمانية)
- شارلوت رامبلينغ على موقع قاعدة بيانات الأفلام العربية
- شارلوت رامبلينغ على موقع ألو سيني (الفرنسية)
- شارلوت رامبلينغ على موقع ميوزك برينز (الإنجليزية)
- شارلوت رامبلينغ على موقع تيرنر كلاسيك موفيز (الإنجليزية)
- شارلوت رامبلينغ على موقع أول موفي (الإنجليزية)
- شارلوت رامبلينغ على موقع قاعدة بيانات الأفلام السويدية (السويدية)